# Sargassozee

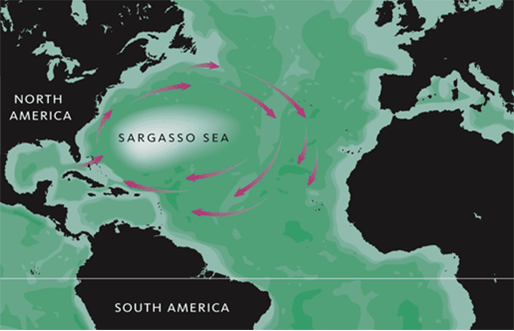
De Sargassozee in de Atlantische Oceaan

De Sargassozee (ook wel Krooszee of Wierzee) is een langwerpige regio in het noorden van de Atlantische Oceaan, omgeven door oceaanstromingen. In het westen bevindt zich de Golfstroom, in het noorden de Noord-Atlantische stroom, in het oosten de Canarische stroom en in het zuiden de Noord-Atlantische equatoriale stroom. De zee is ongeveer 1100 bij 3200 km groot. Het dichtstbijzijnde eiland is Bermuda.

## Palingen
De Sargassozee, die erg zout is, wordt vaak beschouwd als levenloos, hoewel er aan de oppervlakte veel zeewier van het geslacht Sargassum voorkomt, waaraan  de zee haar naam te danken heeft. De zee is bekend als uniek broedgebied van de Europese en Noord-Amerikaanse paling. De eitjes komen uit in de Sargassozee en de jonge palingen migreren naar Europa of Noord-Amerika. Als ze geslachtsrijp zijn, keren de palingen er terug om weer kuit te schieten in de Sargassozee. Ook de onechte karetschildpad komt er voor, men vermoedt dat pasgeboren jongen er via de Golfstroom aankomen om in de beschutting van het zeewier op te groeien.

## Ontdekking
De zee werd beschreven door Christoffel Columbus en zijn bemanning. Ze maakten melding van de uitgestrekte zeewierverspreiding in het gebied.